# Plateopsis
Plateopsis is een geslacht van vlinders van de familie van de grasmotten (Crambidae), uit de onderfamilie van de Spilomelinae. De wetenschappelijke naam voor dit geslacht is voor het eerst gepubliceerd in 1896 door William Warren. Dit geslacht is monotypisch, dat wil zeggen dat het maar één soort heeft namelijk Plateopsis vespertilio Warren, 1896 uit India en is ook de typesoort.